# Nabburg
Nabburg là một đô thị ở huyện Schwandorf, bang Bayern, Đức. Đô thị này tọa lạc bên sông Naab, 23 km về phía đông của Amberg.